# افشاگری‌های پروژه پگاسوس
فهرستی از بیش از ۵۰٬۰۰۰ شماره تلفن که تصور می‌رود متعلق به «افراد موردعلاقه» مشتریان شرکت اسرائیلی فعال در حوزه امنیت سایبری، گروه ان‌اس‌او (به انگلیسی: NSO Group)، از سال ۲۰۱۶ باشد، در سال ۲۰۲۰ در دسترس داستان‌های ممنوع، یک سازمان غیرانتفاعی رسانه‌ای مستقر در پاریس، و عفو بین‌الملل قرار گرفت. آن‌ها این اطلاعات را با هفده سازمان رسانه‌ای خبری در آنچه «پروژهٔ پگاسوس» (به انگلیسی: The Pegasus Project) نامیده شده‌است به اشتراک گذاشتند، و تحقیقاتی چندماهه انجام شد. پروژهٔ پگاسوس شامل ۸۰ روزنامه‌نگار از این شرکای رسانه ای بود: گاردین (انگلستان)، لوموند (فرانسه)، دی تسایت، زوددویچه تسایتونگ، WDR و NDR (آلمان)، واشینگتن پست (ایالات متحده)، هاآرتس (اسرائیل)، کارمن آریستگی، رادیو فرانسه، Proceso , OCCRP , Knack، لوسوآر، دوایر (هند)، داراج، Direkt36 (مجارستان)، و پی بی اس فرانتلاین. شواهدی به دست آمد که نشان می‌دهد بسیاری از شماره تلفن‌های موجود در فهرست، هدف جاسوس‌افزار پگاسوس، یک تروجان توسعه‌یافته توسط ان‌اس‌او، بوده‌اند. این گزارش در ژوئیهٔ ۲۰۲۱ به‌طور عمومی منتشر شد.

## نرم‌افزار
پگاسوس یک جاسوس‌افزار است که توسط شرکت تسلیحات سایبری اسرائیلی گروه ان‌اس‌او ساخته شده‌است و می‌تواند به صورت پنهانی بر روی تلفن‌های همراه (و سایر دستگاه‌ها) اجراکنندهٔ بیشتر نسخه‌های آی‌اواس و اندروید نصب شود. ان‌اس‌او می‌گوید که این نرم‌افزار به «دولت‌های مجاز فناوری‌ای می‌دهد که به آنها در مبارزه با تروریسم و جرم و جنایت کمک می‌کند». این شرکت بخش‌هایی از قرارداد را منتشر کرده که مشتریان را تنها به استفاده از محصولات خود را برای تحقیقات امنیت ملی و جنایی ملزم می‌کند، و اظهار داشته که نسبت به حقوق بشر رویکردی پیشرو در صنعت دارد. نام این جاسوس‌افزار از اسب افسانه‌ای بالدار پگاسوس گرفته شده‌است — پگاسوس یک تروجان است که می‌تواند با «پرواز در هوا» تلفن‌ها را آلوده کند.

## اهداف
گذشته از جنایتکاران شناخته شده، اهداف شامل مدافعان حقوق بشر، مخالفان سیاسی، وکلا، دیپلمات‌ها، سران کشورها و نزدیک به ۲۰۰ روزنامه‌نگار شناسایی شده از نزدیک به دوازده کشور بودند. گاردین از ۳۸ روزنامه‌نگار در مراکش، ۴۸ روزنامه‌نگار در آذربایجان، ۱۲ روزنامه‌نگار در امارات متحده عربی و ۳۸ روزنامه‌نگار در هند به عنوان هدف یاد کرد. برخی از اهداف مشخصی که اسامی آنها فاش شده‌است موارد زیر است.

### عربستان سعودی

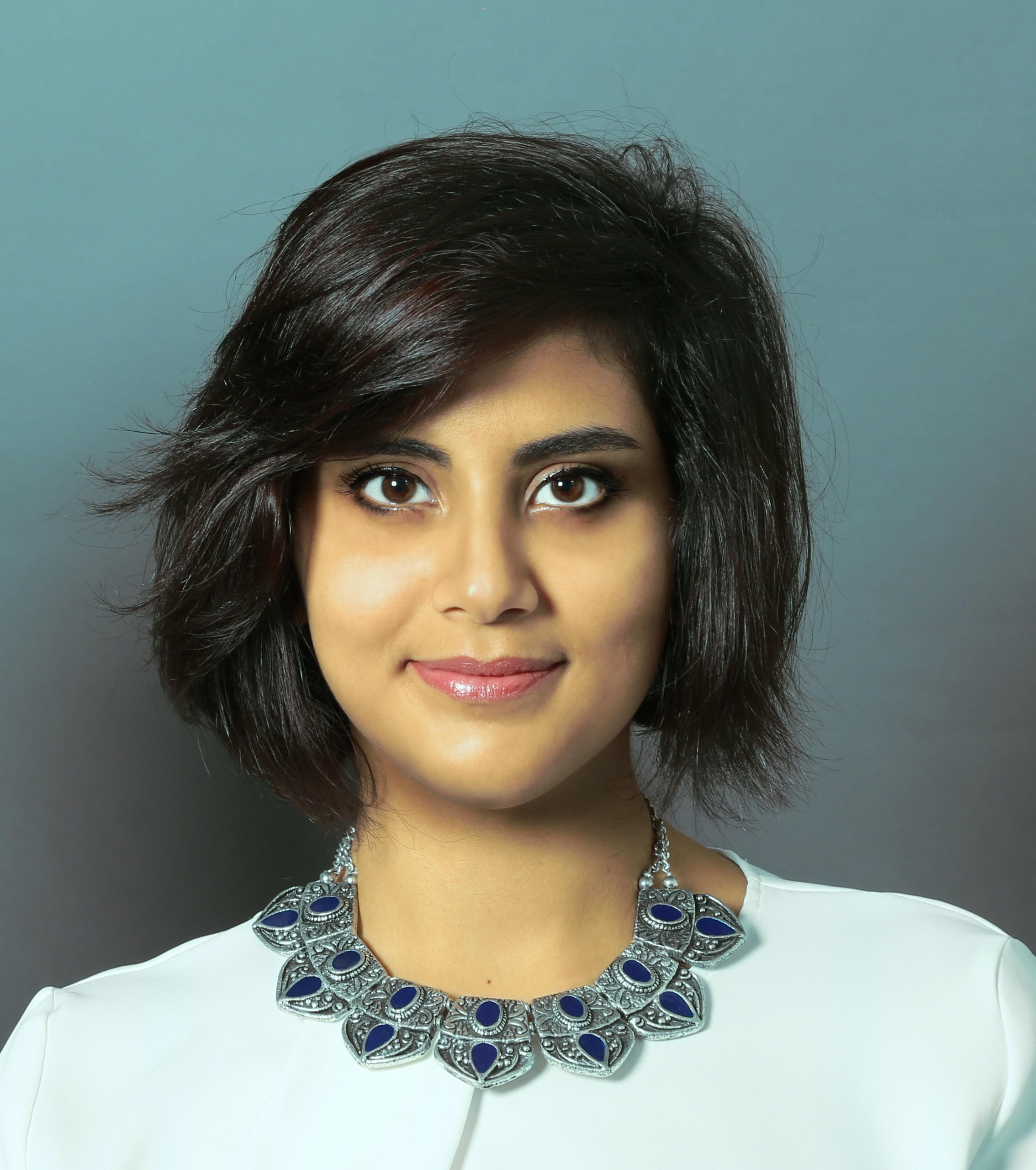
لجین الهذلول، فعال حقوق زنان سعودی، در لیست هدف پگاسوس قرار داشته و سپس ربوده شده، دستگیر شده و مورد شکنجه قرار گرفته‌است.

- جمال خاشقچی (درگذشته ۲۰۱۸، ۲ اکتبر)، روزنامه‌نگار تحقیقی و مخالف آمریکایی سعودی، نویسنده واشینگتن پست، که توسط عوامل سعودی ترور شد. خاشقجی، همسرش حنان العطر و تلفن‌های افراد نزدیک به وی قبل و بعد از ترور مورد هدف قرار گرفته‌اند.[۸]
  - خدیجه چنگیز، شریک خاشقجی، در ۶، ۹ و ۱۲ اکتبر ۲۰۱۸، چند روز پس از ترور خاشقگی با پگاسوس آلوده شد.[۹]
  - مرتبطان خاشقجی یاسین آکتای، یحیی آسیری، خدیجه چنگیز، حنان العطر، عبدالله خاشقجی، مداوی الرشید، عزام تمینی نیز هدف قرار گرفتند.[۱۰]
- لجین الهذلول، فعال برجسته حقوق زنان عربستان سعودی ، انتخاب شده در سال ۲۰۱۸، احتمالاً توسط امارات متحده عربی، قبل از ربودن اجباری و بازگشت به عربستان برای دستگیری و احتمالاً شکنجه. امارات و عربستان سعودی متحدان نزدیک هستند. در فوریه ۲۰۲۱ آزاد شد، اما همچنان از آزادی حرکت او ممانعت می‌شود.[۷]